# Графство Гуастала
Графство Гуастала (на италиански: Contea di Guastalla) е стара италианска държава, съществувала от 1428 до 1621 г., когато е издигната в херцогство.
Нейната „столица“ е град Гуастала в Северна Италия. Титлата „граф“ е присъдена през 1428 г. на Гуидо Торели за услуги, оказани на херцога на Милано. Неговите потомци поддържат управлението на територията до 1539 г., когато, намирайки се във финансово затруднение, семейството е принудено да продаде владенията си: те са купени от принц Феранте I Гонзага. От този момент престижът на Гуастала значително се увеличава. Феранте I е един от най-влиятелните мъже на своето време, от политическа и военна гледна точка. Със смъртта му през 1557 г. наследството преминава към първородния му син Чезаре, който окончателно установява двора си в Гуастала през 1567 г. Много произведения, като църквата, монетния двор, улица „Гонзага“ и завършването на херцогския дворец, са поръчани от него. През 1575 г. той е наследен от сина си Феранте II.
Друг клон на семейство Торели от Гуастала управлява Графство Монтекиаруголо (отделено от Графство Гуастала през 1456 г.) до 1612 г.

## Господари на Гуастала
- Джиберто III да Кореджо 1307 – 1321
- Симоне да Кореджо 1321 – 1346, заедно с:
  - Гуидо IV да Кореджо
  - Ацо да Кореджо
  - Джовани да Кореджо
- Към Миланското херцогство 1346 – 1402
- Отобуоно де Терци 1403 – 1406
- Гуидо Торели 1406 – 6 юли 1428

## Графове на Гуастала
Торели
- Гуидо Торели (1428 – 1449)
- Кристофоро I Торели (1449 – 1456) с Пиетро Гуидо I Торели (1449 – 1460)
- Гуидо Галеото Торели (1460 – 1480) с Франческо Мария Торели (1460 – 1486)
- Франческо Мария Торели (1460 – 1486)
- Пиетро Гуидо II Торели (1486 – 1494)
- Акиле Торели (1494 – 1522)
- Лудовика Торели (1522 – 1539)

Гонзага
През 1539 г. Лудовика Торели продава графството на Феранте I Гонзага.
- Феранте I Гонзага (1539 – 1557)
- Чезаре I Гонзага (1557 – 1575)
- Феранте II Гонзага (1575 – 1621).

При Феранте II графството става Херцогство през 1621 г.